# Pădure de foioase

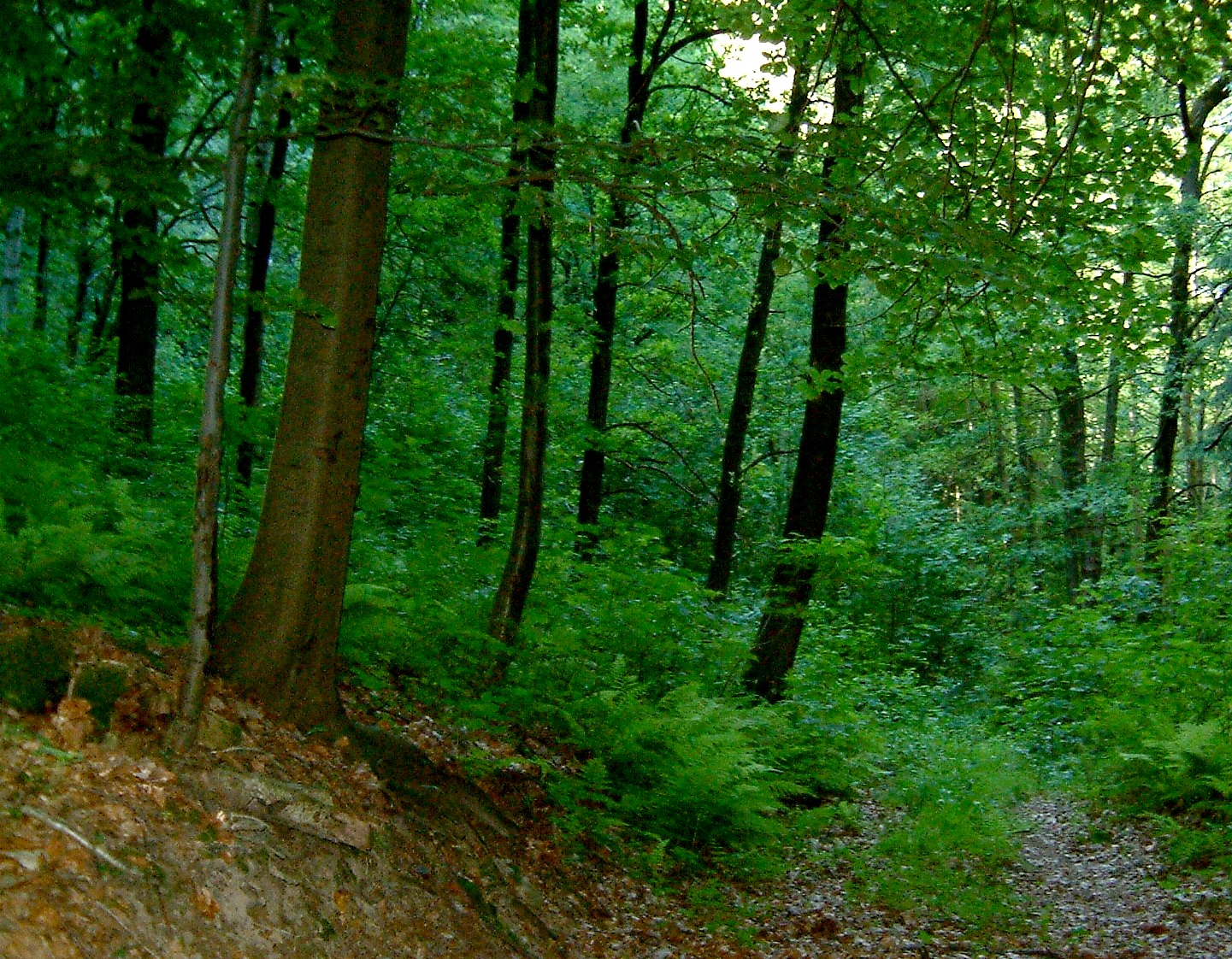
Pădure de fag

Pădurile de foioase sunt zone de vegetație în care predomină vegetația arboricolă și angiospermică. Ele sunt prezente atât în zonele temperate, cât și în cele subtropicale și tropicale. 
Limita între pădurile de foioase și cele de rășinoase se situează între altitudinile de 600-1300 m, în funcție de relief, substrat și microclimat, care duc uneori și la inversiuni de vegetație.

## Vegetație
Principalii arbori ai pădurilor de foioase sunt: salcia, teiul, castanul, arinul, carpenul, gorunul, plopul, magnolia, stejarul, fagul, mesteacănul, arțarul, frasinul, ulmul, salcâmul, gârnița, jugastrul etc. din punct de vedere taxonomic cuprinde familiile: Altingiaceae, Betulaceae, Fagaceae, Buxaceae, Cornaceae, Fabaceae, Pyrinae, Tilioideae, Lauraceae, Oleaceae, Platanaceae, Rosaceae, Sapindaceae, Aquifoliaceae, Ulmaceae, Salicaceae și arborele Ginkgo biloba.
Toamna, când arborilor le cad frunzele, funcția lor de fotosinteză încetează.
- forma coroanei este determinată în funcție de locul de creștere: arborii izolați au coroana în formă de cupolă sau de sferă, în timp ce, în cadrul masivelor forestiere, dezvoltarea acesteia este limitată.
- în funcție de intensitatea luminii, frunzele prezintă caracteristici anatomo-morfologice și fiziologice diferite: frunzele de lumină sunt mai mici, mai groase, cu o rețea de nervuri mai densă și stomate mai numeroase, comparativ cu cele de umbră.
- indicele suprafeței foliare (ISF) depinde de valoarea aprovizionării cu apă și cu substanțe minerale; el se micșorează în cazul unei aprovizionări insuficiente cu apă și substanțe minerale; la pădurile pure de stejar ISF = 5 (în anii umezi poate fi mai mare). În  celelate păduri de foioase ISF poate depăși 8, pentru toate speciile, inclusiv și la arbuști (H. Walter, 1974).
- singura formă de adaptare a speciilor vegetale împotriva temperaturilor scăzute din timpul iernii o reprezintă călirea (modificări fizico-chimice în protoplasmă), proces fiziologic care se produce toamna. Prin călire, rezistența la frig a mugurilor arborilor poate crește de la -5 °C în toamnă, până la -25 °C și chiar -35 °C iarna; prin călire, arborii care cresc la latitudini medii sunt protejați împotriva vătămărilor provocate de ger; decălirea se produce primăvara, odată cu încălzirea aerului.

## Faună
În aceste păduri trăiesc: lupul, vulpea, căprioara, mistrețul, jderul, veverița, pisica sălbatică, sturzul, mierla, cucul, ciocănitoarea, privighetoarea, sticletele etc.
- Condiții ecologice
  - climat răcoros, cu ierni nici prea severe nici prea lungi, cu veri scurte și moderate sub raport termic.
  - anotimpurile de tranziție, primăvara și toamna, caracterizate prin perioade de frig, joacă un rol capital.
  - perioadele marcante de secetă sunt inexistente.
  - precipitațiile sunt abundente (cca 400-500 mm/an) și repartizate uniform pe parcursul anului.
  - solurile sunt brune de pădure, mai mult sau mai puțin levigate; în funcție de gradul de aciditate și de umiditate, ele corespund unor asociații vegetale clar diferențiate.